# سد سرگیف
سد سرگیف (قزاقی: Сергеев бөгені) یک سد در استان قزاقستان شمالی کشور قزاقستان است.